# An-Nadżih
An-Nadżih (arab. النجيح) – wieś w Syrii, w muhafazie Dara. W 2004 roku liczyła 603 mieszkańców.